# Confúcio
Confúcio (chinês: 孔子, pinyin: Kǒng Zǐ, Wade–Giles: K'ung-tzŭ, ou chinês: 孔夫子, pinyin: Kǒng Fūzǐ, Wade–Giles: K'ung-fu-tzŭ, literalmente "Mestre Kong"), nascido entre 552 a.C. e 489 a.C. foi um pensador e filósofo chinês do Período das Primaveras e Outonos.
A filosofia de Confúcio sublinhava uma moralidade pessoal e governamental, os procedimentos corretos nas relações sociais, a justiça e a sinceridade. Estes valores ganharam predominância na China em relação a outras doutrinas, como o legalismo (法家) e o taoismo (道家), durante a Dinastia Han (206 a.C. – 220). Os pensamentos de Confúcio foram desenvolvidos num sistema filosófico conhecido por confucionismo (儒家).
Por nenhum texto ser comprovadamente de autoria de Confúcio e as ideias mais comumente atribuídas a ele terem sido redigidas durante o período entre a sua morte e a fundação do primeiro império chinês em 221 a.C., muitos acadêmicos são muito cautelosos em atribuir asserções específicas ao próprio Confúcio. Os seus ensinamentos podem ser encontrados na obra Analectos de Confúcio (論語), uma coleção de aforismos que foi compilada muitos anos após a sua morte. Por cerca de dois mil anos, pensou-se ter sido Confúcio o autor ou editor de todos os Cinco Clássicos (五經), como o Clássico dos Ritos (禮記) (editor) e Os Anais de Primavera e Outono (春秋) (autor).
Os princípios de Confúcio tinham base nas tradições e crenças chinesas comuns. Favoreciam uma lealdade familiar forte, veneração dos ancestrais, respeito com os idosos e a família como a base para um governo ideal.

## Nascimento e juventude
Confúcio, também conhecido como K'ung Ch'iu, K'ung Chung-ni ou Confucius, nasceu em meados do século VI (551 a.C.), em Tsou, uma pequena cidade no estado de Lu, hoje Shantung. Segundo algumas fontes antigas, teria nascido em 27 de agosto de 551 a.C. (ou seja, no vigésimo primeiro ano do duque Hsiang). Esse estado é denominado de "terra santa" pelos chineses. Confúcio estava longe de se originar de uma família abastada, embora seja dito que ele tinha ascendência aristocrática. Seu pai, Shu-Liang He, antes magistrado e guerreiro de certa fama, tinha setenta anos quando se casou com a mãe de Confúcio, uma jovem de apenas quinze anos, cinquenta e cinco anos mais nova, chamada Yen Cheng Tsai, que diziam ser descendente de Po Chi'in, o filho mais velho do Duque de Chou, cujo sobrenome era Chi.
Dos onze filhos, Confúcio era o mais novo. Seu pai morreu quando ele tinha três anos de idade, o que o obrigou a trabalhar desde muito jovem para ajudar no sustento da família. Aos quinze anos, resolveu dedicar suas energias em busca do aprendizado. Em vários estágios de sua vida, empregou suas habilidades como pastor, vaqueiro, funcionário público e guarda-livros. Aos dezenove anos, se casou com uma jovem chamada Chi-Kuan. Confúcio teve um filho chamado K'ung Li.

## Viagens

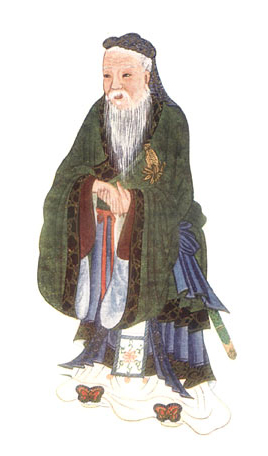
Ilustração de 1922 de Confúcio.

Aos 51 anos de idade, Confúcio obteve um posto oficial no estado de Lu. Mas, ele demitiu-se do cargo poucos anos depois, dizendo que não queria confundir-se com aqueles cujas ideias e conceitos de valor ele não podia compartilhar. Assim, ele começou a viajar por diversos reinos, pretendendo persuadir seus governadores a aceitar suas ideias políticas, mas não achou um lugar para realizar seus pensamentos e políticas. Viajando e conversando, atraiu muitos discípulos, impressionados com sua sabedoria e a elevação de seu caráter.
Confúcio viajou por diversos lugares, esteve em íntimo contato com o povo e pregou a necessidade de uma mudança total do sistema de governo por outro que se destinasse a assegurar o bem-estar dos súbditos, pondo, em prática, processos tão simples como a diminuição de contribuições o abrandamento das penalidades.
Suas ideias expandiram-se pelo país e por toda a China. Durante 14 anos, ele viajou por 7 reinos.
Ao completar 68 anos, Confúcio voltou a sua terra natal, Qufu, no estado de Lu, onde ensinava seus estudantes, corrigia e ordenava os livros clássicos até sua morte em 479 a.C., aos 73 anos.

## Ideias
A sua ideologia de organização da sociedade procurava recuperar os valores antigos, perdidos pelos homens de sua época. No entanto, em sua busca pelo Tao, ele usava uma abordagem diferente da noção de desprendimento proposta pelos taoistas. A sua teoria baseava-se num critério mais realístico, onde a prática do comportamento ritual daria uma possibilidade real aos praticantes de sua doutrina de viverem em harmonia.
Confúcio não pregava a aceitação plena de um papel definido para os elementos da sociedade, mas sim que cada um cumprisse com seu dever de forma correta. Já o condicionamento dos hábitos serviria para temperar os espíritos e evitar os excessos. Logo, a sua doutrina apregoava a criação de uma sociedade capaz, culturalmente instruída e disposta ao bem-estar comum. A sua escola foi sistematizada nos seguintes princípios:
- Ren, humanidade (altruísmo);
- Li, ou cortesia ritual;
- Zhi, conhecimento ou sabedoria moral;
- Xin, integridade;
- Zhing, fidelidade;
- Yi, justiça, retidão, honradez.

Cada um desses princípios ligar-se-ia às características que, para ele, se encontravam ausentes ou decadentes na sociedade.
Confúcio não procurou uma definição aprofundada sobre a natureza humana, mas parece ter acreditado sempre no valor da educação para a condicionar. Sua bibliografia consta de três livros básicos, sendo que os dois últimos são atribuídos aos seus discípulos:
- Lun yu (Diálogos, Analectos), no qual se encontra a síntese de sua doutrina.
- Dà Xué (大學) (Grande Ensinamento) e
- Zhong Yong (Jung Yung), ou a "Doutrina do Meio".

Após sua morte, Confúcio recebeu o título de "Senhor Propagador da Cultura, Sábio Supremo e Grande Realizador" (大成至聖文宣王), nome que se encontra registado em seu túmulo.
Ao contrário de profetas de religiões monoteístas, Confúcio não pregava uma teologia que conduzisse a humanidade a uma redenção pessoal. Pregava uma filosofia que buscava a redenção do Estado mediante a correção do comportamento individual. Tratava-se de uma doutrina orientada para esse mundo, pregando um código de conduta social e não um caminho para a vida após a morte.

## Discípulos e legado

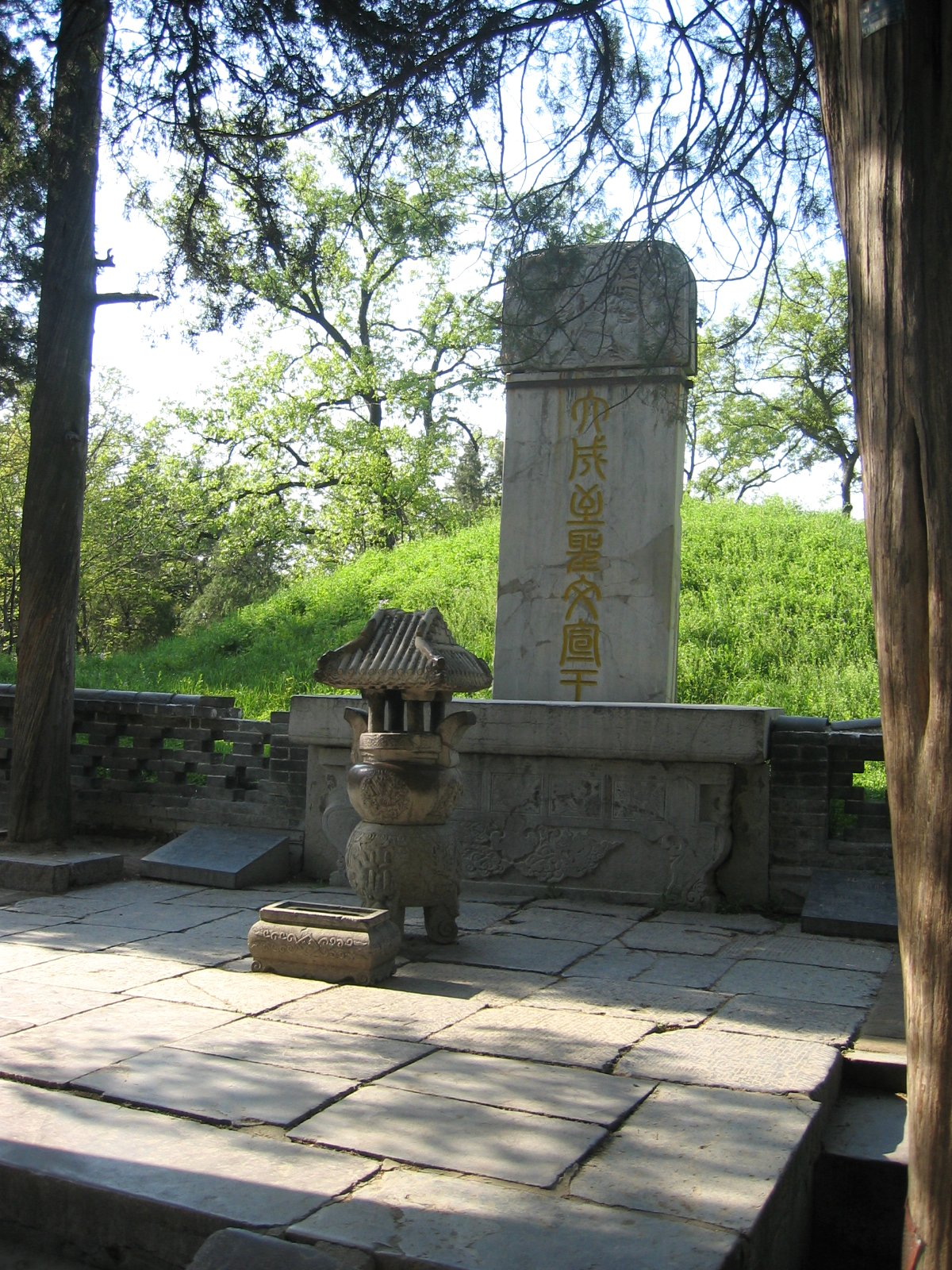
Fotografia do túmulo de Confúcio em Qufu, na Província de Shandong, na República Popular da China.

Discípulos de Confúcio e seu único neto, Zisi, continuaram a sua escola filosófica após sua morte. Estes esforços espalharam os ideais de Confúcio para os estudantes, que, depois, se tornaram funcionários em muitas das cortes reais chinesas, dando, assim, ao confucionismo, o primeiro teste em grande escala de seus dogmas. Apesar de confiar fortemente no sistema ético-político de Confúcio, dois de seus mais famosos seguidores enfatizaram aspectos radicalmente diferentes de seus ensinamentos. Mêncio (século IV a.C.) articulou a bondade inata no ser humano como uma fonte das intuições éticas que guiam as pessoas para rén, yì, e lǐ, enquanto Xun Zi (século III) ressaltou os aspectos realista e materialista do pensamento de Confúcio, salientando que a moralidade é incutida na sociedade através da tradição e, nos indivíduos, através da formação.
Este realinhamento no pensamento de Confúcio foi paralelo ao desenvolvimento do legalismo, que viu a piedade filial como interesse e não como um instrumento útil para um governante criar um Estado eficiente. A divergência entre estas duas filosofias políticas veio à tona em 223 a.C., quando o estado de Qin conquistou toda a China. Li Ssu, o primeiro-ministro da Dinastia Qin, convenceu Qin Shi Huang a abandonar as recomendações confucionistas de distribuir feudos a parentes (o que correspondia a uma volta ao sistema anterior da Dinastia Zhou), que ele via como contrárias à ideia legalista de centralização do Estado em torno do governante. Quando os conselheiros de Confúcio defenderam sua posição, Li Ssu executou muitos estudiosos confucionistas e seus livros foram queimados, o que foi considerado um duro golpe para a filosofia e a sabedoria chinesas.
As ideias de Confúcio foram adotadas como filosofia oficial do Estado durante a Dinastia Han (206 a.C. - 220 d.C.)ː o conhecimento dessas ideias passou a ser uma das principais qualificações exigidas de funcionários públicos, que eram selecionados por meio de concorridos exames e que eram encarregados de manter a harmonia no Império.